# Karthalabulbyl
Karthalabulbyl (Hypsipetes parvirostris) är en fågel i familjen bulbyler inom ordningen tättingar.

## Utseende och läte
Karthalabulbyl är en medelstor grågrön fågel med svart hjässa och en morotsfärgad näbb. Den är mycket lik madagaskarbulbylen som den delvis delar utbredningsområde med. Karthalabulbylen är större, med olivgrön ton i fjäderdräkten (i synnerhet på ryggen) och gulaktig ton på undersidan. Vidare är den ljusare på buken och under stjärten. Sången består av en disharmonisk serie med skallrande och skrapiga toner, lik madagaskarbulbylen med något mörkare och mer metallisk.

## Utbredning och systematik
Fågeln återfinns i ögruppen Komorerna, där endast på höglandet på ön Grande Comore). Den behandlas som monotypisk, det vill säga att den inte delas in i några underarter.

## Levnadssätt
Karthalabulbylen hittas i fuktiga bergsskogar med intilligande plantage och ungskog. Den ses ofta i ljudliga smågrupper.

## Status
Karthalabulbylen har ett litet utbredningosmråde och minskar i antal till följd av förlust och degradering av dess levnadsmiljö. IUCN kategoriserar därför arten som nära hotad. Beståndet uppskattas till mellan 2 500 och 10 000 vuxna individer.

## Namn
Karthala är namnet på den vulkan som bildar högsta punkten på ön Grande Comore.